# Каду бурані
Каду бурані — афганська та турецька страва з гарбузів, приготована шляхом смаження гарбуза з різноманітними спеціями. Поливається чакою / сметаною та з додаванням сушеної м’яти. Каду бурані зазвичай споживають з рисом та хлібом.